# Jean Filippi
Jean Filippi   (Ginebra, 19 d'octubre de 1905 - 7è districte de París, 15 de gener de 1993) és un polític francès. Ha treballat com a inspector de finances, secretari general de la SNCF, i cap de gabinet de nombrosos ministeris.
A partir de 1930 Filippi va treballar com a inspector de finances a la Inspecció General de Finances. Filippi va treballar com a secretari de la SNCF, el ferrocarril nacional francès. El març de 1940 Filippi es va convertir en cap de gabinet d'Yves Bouthillier, el ministre de Finances, càrrec en el qual va romandre després de la derrota de França a mans d'Alemanya i durant el període del govern de Vichy. El juliol de 1941 va ser nomenat secretari general d'Afers Econòmics, i el 1942 va tornar al capdavant de la SNCF fins al setembre de 1944. Filippi va evitar ser depurat com a col·laborador ja que va poder demostrar que en treballar amb la SNCF havia ajudat els francesos de la resistència. El desembre de 1944 va ser contractat per treballar a la Missió Militar per a Afers alemanys del general Koeltz i va participar en l'administració de l'Alemanya ocupada pels francesos.
Entre 1956 i 1957, va ser ministre de Pressupostos de França. Des de 1955 fins a 1980, va ser senador de Còrsega. Quan Lyndon Johnson va afirmar que Napoleó Bonaparte era italià, Filippi va criticar això dient que "És una estupidesa" i va dir que Bonaparte "tenia el mateix dret que jo a ser anomenat francès".